# Horní Holetín
Horní Holetín je jižní část obce Holetín v okrese Chrudim. Prochází zde silnice II/355. Horní Holetín leží v katastrálním území Holetín o výměře 6,26 km².

## Historie
První písemná zmínka o vesnici pochází z roku 1374.

## Galerie

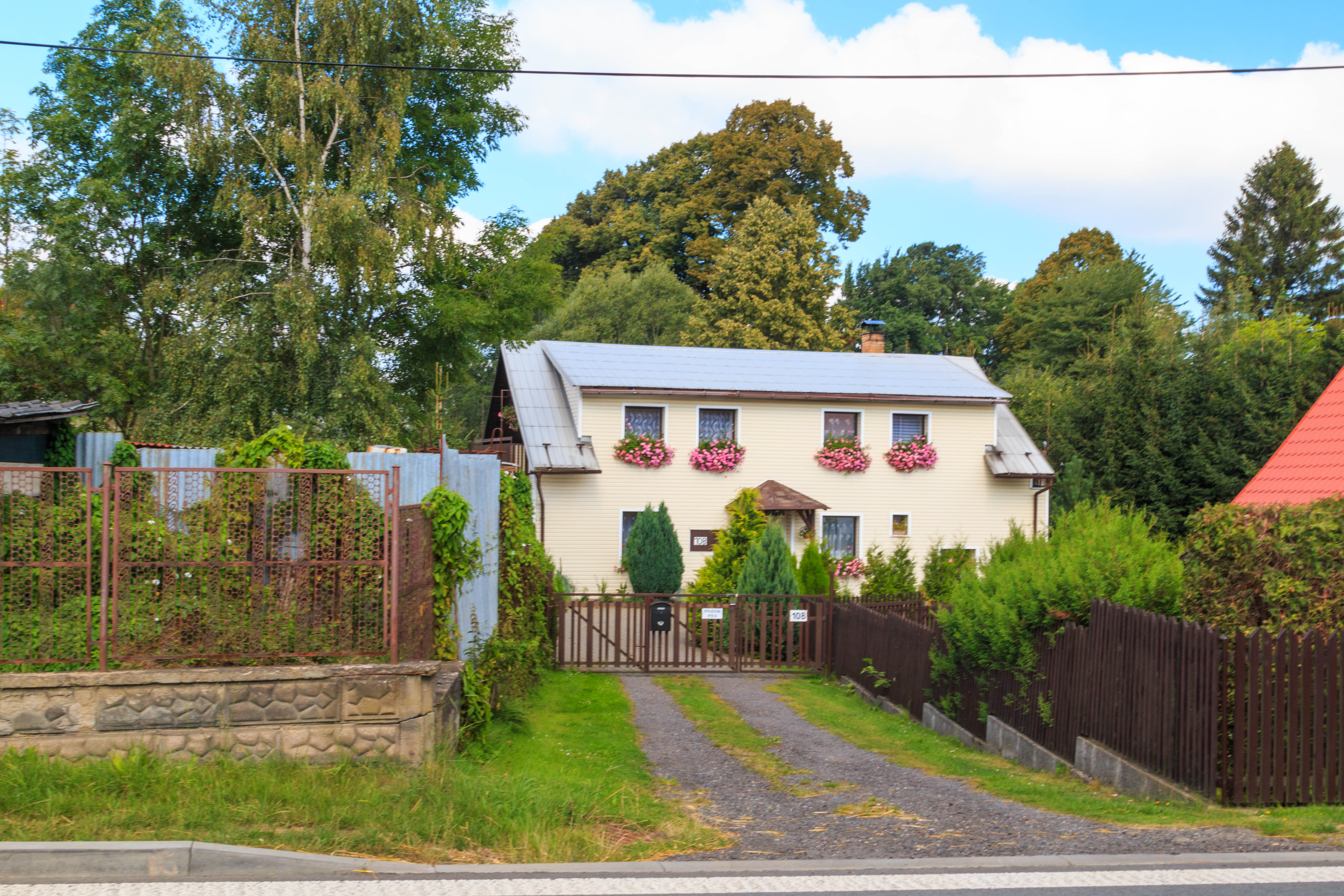
Dům čp. 108
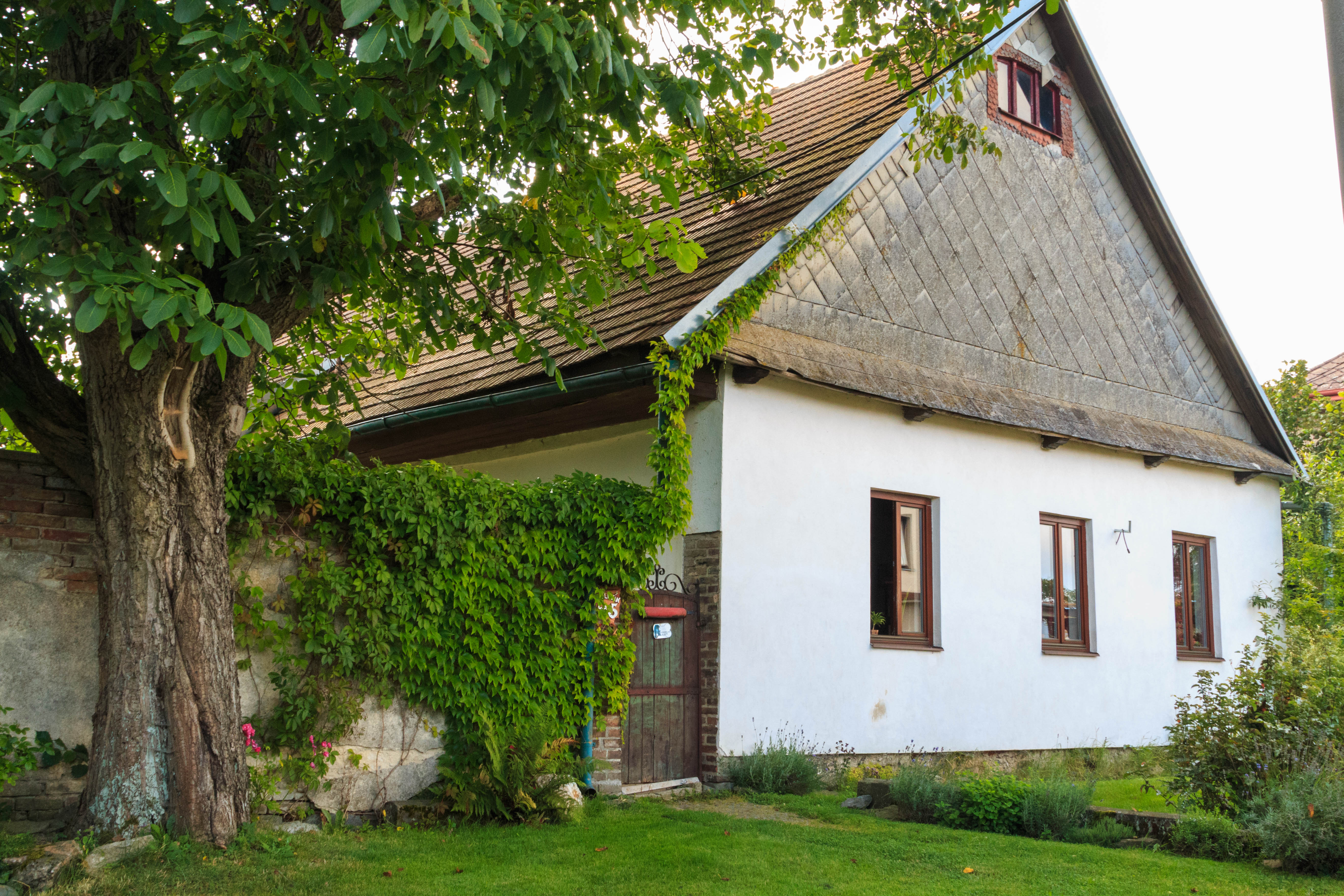
Dům čp. 5
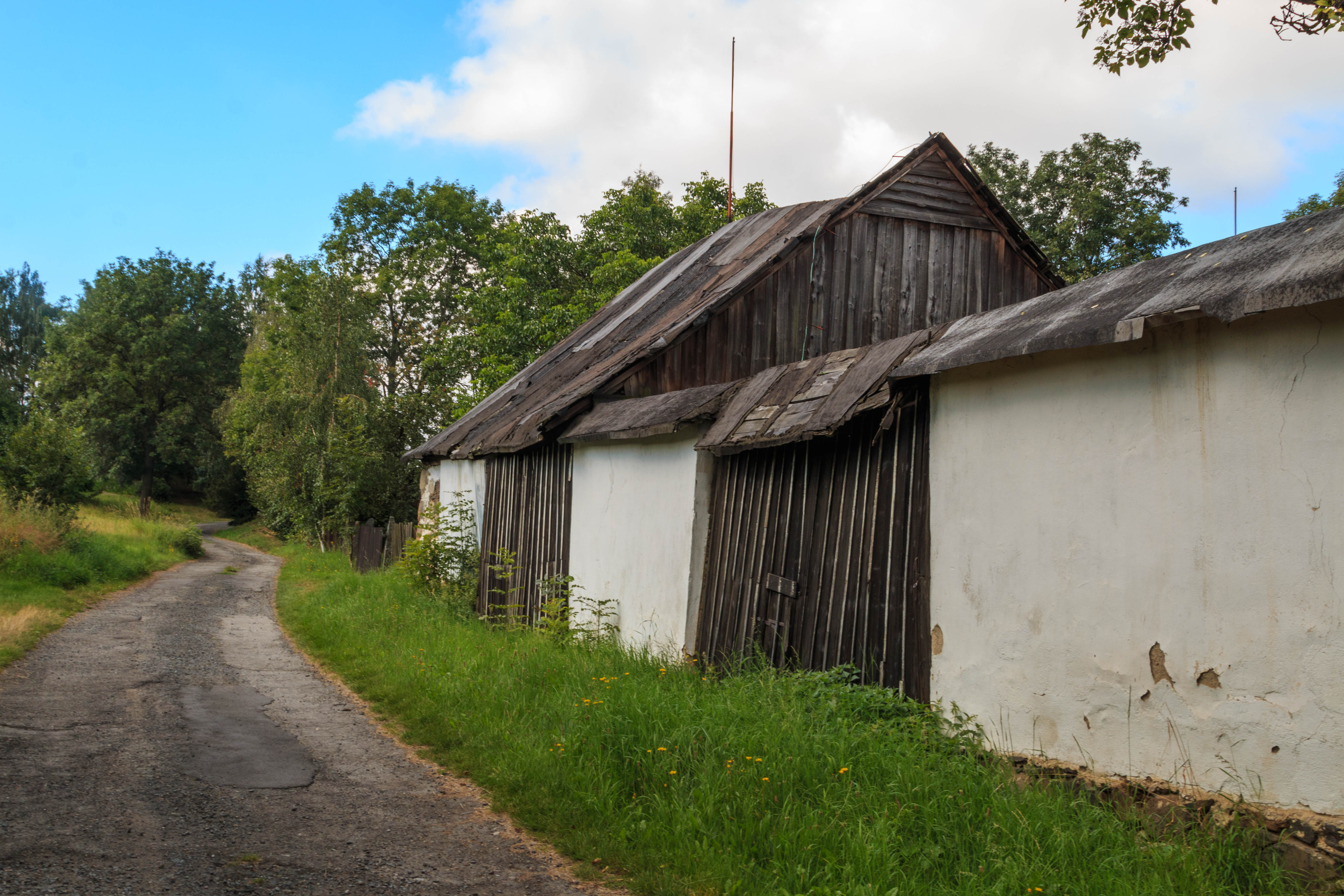
Dům čp. 1
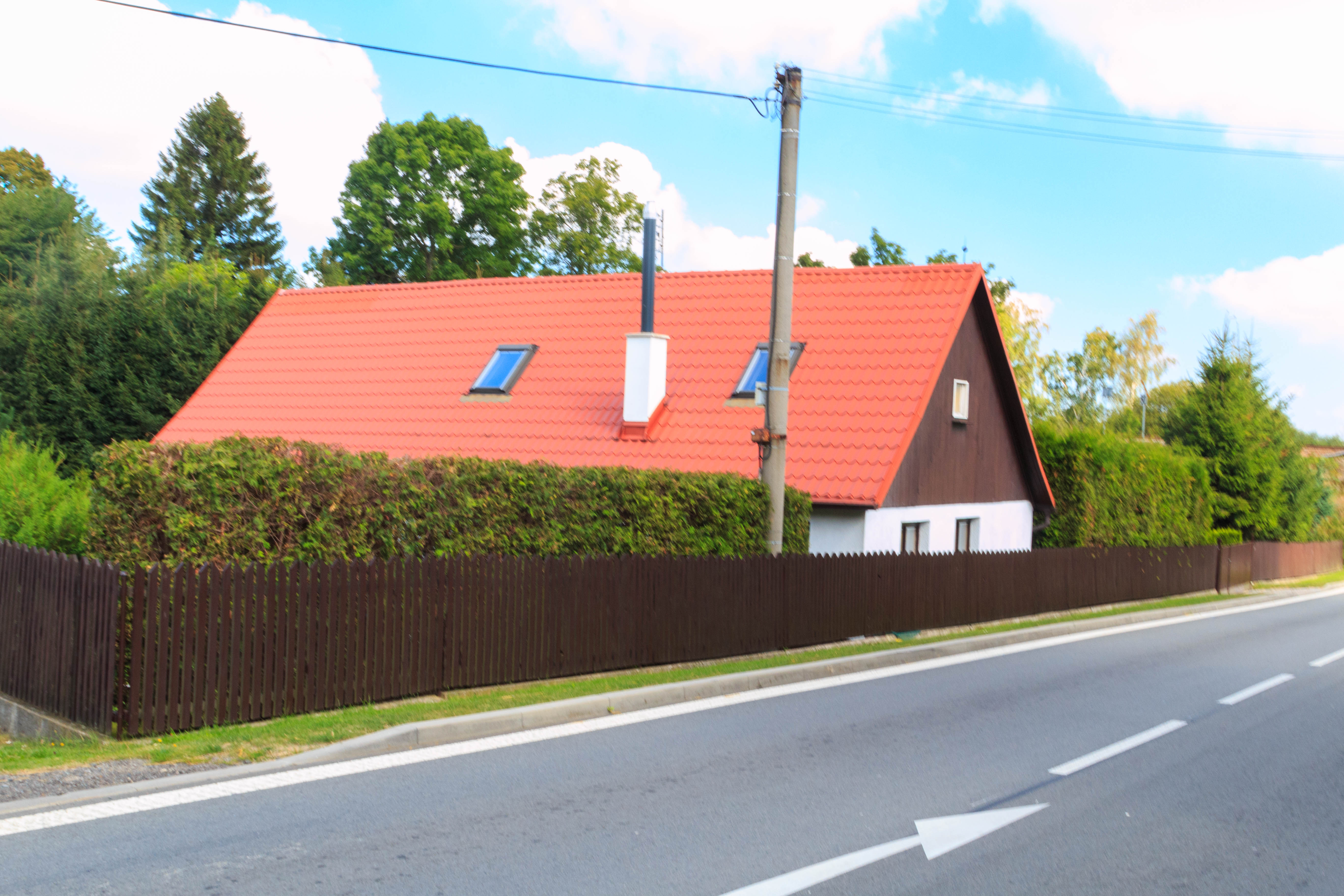
Dům čp. 111
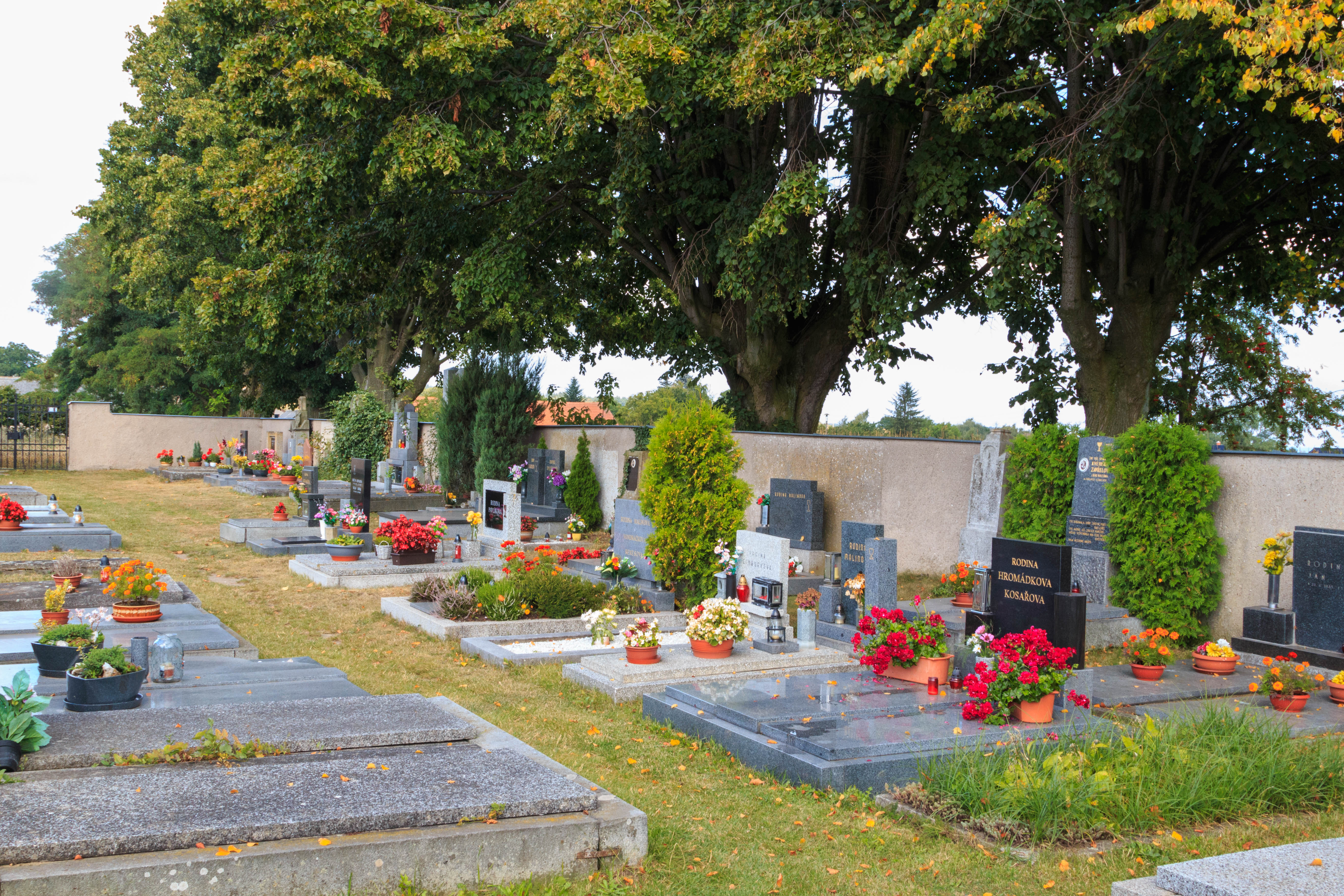
Bývalý evangelický hřbitov